# 84 (število)
84 (štíriinósemdeset) je naravno število, za katero velja velja 84 = 83 + 1 = 85 - 1.

## V matematiki
- sestavljeno število.
- Zumkellerjevo število.
- vsota prvih sedmih trikotniških števil 84 = 1 + 3 + 6 + 10 + 15 + 21 + 28 in zato sedmo četversko število (tetraedrsko število).
- vsota praštevilskega dvojčka 84 = 41 + 43.

## V znanosti
- vrstno število 84 ima polonij (Po).

## Drugo

### Leta
- 484 pr. n. št., 384 pr. n. št., 284 pr. n. št., 184 pr. n. št., 84 pr. n. št.
- 84, 184, 284, 384, 484, 584, 684, 784, 884, 984, 1084, 1184, 1284, 1384, 1484, 1584, 1684, 1884, 1884, 1984, 2084, 2184